# Colli Perugini bianco
Il Colli Perugini bianco è un vino DOC la cui produzione è consentita nelle province di Perugia e Terni.

## Caratteristiche organolettiche
- colore: giallo paglierino con riflessi verdognoli.
- odore: etereo, gradevole, caratteristico.
- sapore: asciutto, fresco, di gusto leggermente fruttato.

## Produzione
Provincia, stagione, volume in ettolitri
- Perugia  (1990/91)  5946,64
- Perugia  (1991/92)  4236,15
- Perugia  (1992/93)  7286,82
- Perugia  (1993/94)  6448,53
- Perugia  (1994/95)  4403,29
- Perugia  (1995/96)  3817,66
- Perugia  (1996/97)  5078,57